# جانيت تشابمان
جانيت تشابمان (بالإنجليزية: Janet Chapman)‏ (1951)؛ روائية أمريكية.